# PC Fútbol 2000
PC Fútbol 2000 es un simulador de gestión deportiva de fútbol desarrollado por Dinamic dentro de la saga PC Fútbol. El juego tiene entorno en 3D, y pertenece a la temporada 1999-2000 de la Liga española de fútbol. Es la penúltima versión de PC Fútbol creada por Dinamic Multimedia antes de su quiebra económica y cuenta con una extensión que sirve de complemento al juego original, llamada PC Fútbol 2000 Extension. Además por separado también podía encontrarse el PC Fútbol Clausura 2000, un juego aparte en donde se integra la expansión pero solo se focaliza en el fútbol argentino.
Este juego supone la continuación de la saga PC Fútbol y cuenta con numerosas ligas a elegir, entre ellas está La Primera División de España (incluye 1º,2ºy 2ºB con sus cuatro grupos), la Premier League (incluye Premier League, 1.ª, 2.ª y 3.ª división), la Serie A de Italia (incluye la Serie A, Serie B y Serie C1, esta última posee dos grupos). La Primera División Argentina (incluye Primera División, B Nacional y B Metropolitana) solo está disponible en la extensión de este juego (también sacada por Dinamic Multimedia) y la Bundesliga (Primera y Segunda división). En si las cinco ligas más importantes de Europa.
Esta versión de PC Fútbol añade numerosas opciones que no poseían tanto las versiones anteriores como las posteriores aunque con varios errores en el programa. Un mensaje diciendo «la aplicación no puede continuar» es la frase con la que el programa se cierra en pleno uso. En su versión posterior PC Fútbol 2001, muchos de estos errores son corregidos además integra el editor de equipos en una sola versión.
No puede jugarse en red. Esta opción solo se encuentra en su versión posterior y solo permite jugar amistosos entre 2 a 4 jugadores seleccionando dos equipos de la base de datos.

## Modos de juego
Los principales modos de juego de este simulador son los siguientes:
- Competición Virtual: El jugador puede optar por jugar un partido amistoso entre dos equipos, o crear una competición denominada «copa virtual». Con la opción de poder elegir el modelo de torneo, una liga de entre 3 a 20 equipos pudiendo optar además por torneo corto o largo, o una eliminatoria con la misma cantidad de equipos solo que de 2 a 20. Se puede elegir cualquier equipo para esta competición.

- Euromanager: En este modo de juego ser puede optar por ser mánager o promanager. Cuenta con numerosas opciones, similares al de versiones anteriores. Aparecen nuevas opciones como la de cáterin, nacionalizar jugadores, «Copa Intertoto», trofeos amistosos, más trofeos de pretemporada etc. Además al finalizar una temporada, el programa brinda la posibilidad de cambiar a otro equipo, o usar simultáneamente a muchos, esta opción solo se encuentra en este videojuego, ni en versiones anteriores ni posteriores puede encontrarse.

El juego también cuenta con los siguientes extras:
- Historia:  Permite la consulta de la Liga Española desde su primera temporada en 1929 hasta la presente en ese juego (1999-2000), con todo tipo de información detallada.

- Base de datos: La base de datos del propio juego. Aquí se puede observar la Tabla Histórica de la Primera División Española actualizada hasta el año 2000, como así también el palmarés de los equipos de Primera y Segunda, sus plantillas y presupuestos.

- Editor de equipos: (Esta opción se añade al instalar la extensión) y le permite al usuario editar nombre de jugadores y su aspecto físico como también sus cualidades, indumentaria (color y forma) , nombre de estadios y  además el nombre de los equipos. No es aplicable al juego original.

- Futbolquiz: es un minijuego de preguntas y respuestas, que a medida que se responda correctamente se podrá ir avanzando hasta marcar goles, se puede jugar contra el ordenador o de a dos jugadores. Falla al ejecutarse con mucha frecuencia por lo que hacer funcionar este minijuego es una verdadera hazaña.

- Menú de opciones: aparece en el menú principal, y se pueden elegir numerosos comandos, entre ellos:

Opciones (propiamente dicho). Donde se puede cambiar el volumen del juego, los controladores o hasta la interfaz gráfica del juego.
Cargar. Una partida guardada anteriormente.
Goles (las repeticiones de goles guardados en modo interactivo o visionado).
Créditos.
Salir.
- Seguimiento: El jugador puede descargar parches que permiten actualizar esta opción o puede hacerlo manualmente introduciendo los resultados, al hacer esto una vez, el programa empezará a fallar cada vez que se abra este modo, lo que es recomendable ingresar los datos correctamente la primera vez para evitar fallos. Estos parches no se encuentran en internet, por lo que habrá que utilizar el modo manual.

## Cómo jugar
El jugador tiene la posibilidad de hacer fichajes, contratar juveniles de la cantera del club, ver las tácticas del rival, o incluso de modificar el estadio y sus finanzas gracias a la compra y venta de jugadores, cáterin, merchandising, vallas, patrocinadores, cadena de televisación, entre otras.
A la hora de jugar los partidos de liga, hay varias opciones y modos:
- Resultado: el jugador observa directamente el resultado, en el entretiempo puede cambiar su táctica.
- Resumen: el jugador observa en un cuadro un campo de juego con círculos, estos representan a los jugadores, en verde serán los locales y en rojo los visitantes. El partido se llevará a cabo mediante los movimientos de estos círculos que se harán pases o tirarán a puerta, lamentablemente no se puede controlar la velocidad en la que se desarrolla el simulador y siempre lo hace a grandes velocidades con probabilidades de fallar. Por ejemplo: los círculos se quedarán inmóviles o se irán del campo de juego.
- Visionado: se lleva a cabo el partido de fútbol, controlado por el ordenador. Los jugadores se moverán por su cuenta y el entrenador decidirá que táctica aplicar y si es necesario realizar un cambio. En caso de lesión de un jugador en el partido, existen altas posibilidades de que falle la aplicación.
- Interactivo: aquí el jugador puede mover a sus jugadores con el teclado o joystick y es similar al modo anterior. El jugador cuenta con ciertas teclas con las cuales puede realizar movimientos: Por defecto con la tecla D se chuta a portería o el jugador realiza una barrida para recuperar el balón, con la tecla S se hace un pase, con la tecla A un pase alto en el cual se debe apuntar o el jugador persigue al rival para recuperar la pelota, con la tecla W se corre y con la tecla control izquierdo se le puede dar efecto a los tiros libres o dar mayor potencia al disparo (sirve para saques de esquina, de portería o tiros libres).

En modo Visionado e Interactivo, al intentar cambiar un jugador por lesión por ejemplo se corre el riesgo de error en la aplicación. Esto no ocurre si se lesiona un jugador del equipo controlado por la PC (el equipo contrario al nuestro).